# Kahurd
Kahurd är ett vattendrag i Armenien. Det ligger i den sydöstra delen av landet, 180 kilometer sydost om huvudstaden Jerevan.
Trakten runt Kahurd består i huvudsak av gräsmarker. Runt Kahurd är det ganska glesbefolkat, med 42 invånare per kvadratkilometer.